# Nowozelandzki język migowy
Nowozelandzki język migowy lub NZSL (mao. Te Reo Rotarota) – główny język społeczności głuchych w Nowej Zelandii. Stał się jednym z języków urzędowych Nowej Zelandii w kwietniu 2006 r.
Język ten wykazuje wiele podobieństw strukturalnych zarówno do brytyjskiego języka migowego (BSL) jak również australijskiego języka migowego (ASF). Podobnie jak inne języki migowe został opracowany przez i dla osób niesłyszących, bez połączenia języka mówionego i pisanego. Dzięki niemu osoba jest w pełni zdolna do wyrażenia czegokolwiek.
Od czasu ustanowienia tego języka jako urzędowego w niektórych uczelniach (m.in. na Uniwersytecie Wiktorii) jest obowiązkowym punktem nauczania.